# Rita Verdonk
Maria Cornelia Frederika Verdonk, conhecida como Rita Verdonk (Utrecht, 18 de outubro de 1955) é uma ex-política neerlandesa que foi membro dos partidos Partido Popular para a Liberdade e Democracia (VVD) e Trots op Nederland (ToN). Foi ministra da Imigração e Integração no segundo e terceiro gabinetes de Jan Peter Balkenende. Durante sua gestão no ministério, ela ficou conhecida por suas rígidas posições nesses assuntos, o que lhe rendeu o apelido de 'IJzeren Rita' (Rita de Ferro).
Em 2011, Verdonk anunciou sua retirada da política. Aproximadamente quatro anos depois, em 2015, Verdonk fundou a startup CV-monitor. Mas, sua carreira de empresária não durou muito tempo porque CV-monitor encerrou suas atividades em meados de 2017.